# 138 Tolosa
138 Tolosa eller A909 SB är en asteroid upptäckt 19 maj 1874 av den franske astronomen Henri Joseph Anastase Perrotin i Toulouse. Asteroiden har fått sitt namn efter det latinska namnet på staden Toulouse i Frankrike.
Ytan består av olika typer av pyroxen.